# OP-1

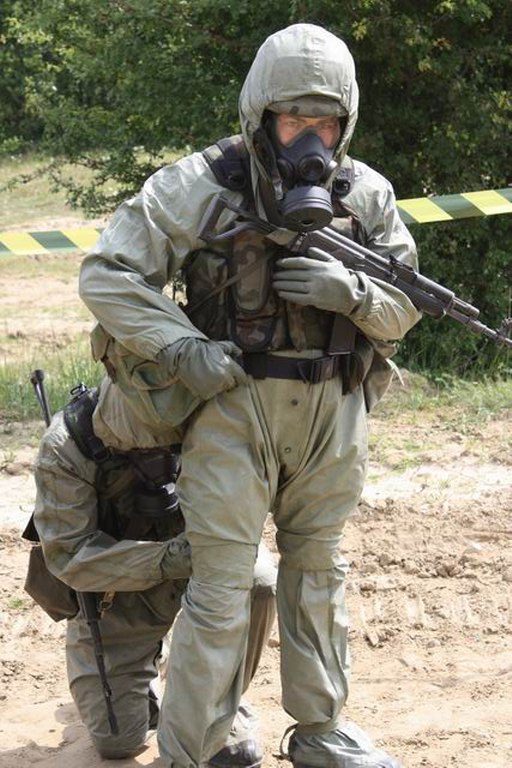
Żołnierz WP w stroju OP-1 i masce przeciwgazowej MP-5

Ogólnowojskowa odzież ochronna OP-1 – izolacyjny strój ochronny będący na wyposażeniu Wojska Polskiego. Obecnie zastępowany przez FOO-1.

## Charakterystyka
Odzież ochronna OP-1 zastąpiła będącą w użyciu wojsk w latach 50. XX w. papierową narzutkę ochronną.
Produkowano ją od lat 60. do wczesnych lat 90. XX wieku. Projekt został opracowany przez pracowników naukowych Ośrodka Badań Sprzętu Chemicznego w Rembertowie.
Płaszcz pozwala na ochronę przed skażeniami chemicznymi, biologicznymi oraz substancjami promieniotwórczymi i promieniowaniem cieplnym. 
Wykonywano ją z tkaniny dwustronnie pogumowanej. Początkowo w jej skład wchodził ogólnowojskowy płaszcz ochronny z pokrowcem, pończochy i rękawice ochronne, a  dodatkowe wyposażenie stanowiły kołki i linki. Te ostatnie umożliwiały wykonanie z dwóch płaszczy namiotu dla dwóch żołnierzy. Płaszcz z jednej strony miał kolor biały, a z drugiej kolor khaki, przez co żołnierz mógł go wykorzystywać do maskowania w okresie letnim i zimowym.
Z uwagi na budowę strój można nosić jako kombinezon, płaszcz lub narzutkę.
OP-1 występuje w trzech rozmiarach: 1 (wzrost do 165 cm, rozmiar stopy 37-39), 2 (wzrost 166-175 cm, rozmiar stopy 39-42) i 3 (wzrost powyżej 175 cm, rozmiar stopy powyżej 42). Rękawice ochronne wykonywano z podgumowanej tkaniny, przy czym produkowano je w jednym rozmiarze. Wykorzystywano też rękawice pięciopalcowe produkowane w czterech rozmiarach. Zimą rękawice ochronne nakładano na rękawice dzianinowe (ocieplacze). Wadą odzieży typu izolacyjnego, jaką jest odzież OP-1, jest niewątpliwie ograniczony czas przebywania w niej, zależny od warunków pogodowych i uciążliwości pracy (w ekstremalnych warunkach do 15 minut).

Pod koniec lat 60. XX w. żołnierze zaczęli być wyposażani w zmodernizowaną odzież OP-1/CM.
Produkowano ją w Polsce od 1968. W stosunku do swojej poprzedniczki zrezygnowano z dodatkowego wyposażenia, które umożliwiało wykonanie namiotu. Poza tym nową odzież produkowano z innego materiału. Była ona wykonana z tkaniny stylonowej powleczonej mieszaniną kauczuku butylowego z antypirenem. Odporność tkaniny na przenikanie bojowych środków trujących wzrosła o 50%. Znacznie większa była też odporność tkaniny na działanie impulsu cieplnego wybuchu jądrowego (60 J/cm2 s) i na płonący napalm (10 s). Czas ochrony na krople iperytu przekraczał 80 minut. Jej wytrzymałość w trakcie eksploatacji wynosiła 2–3 lata. Nową tkaninę wykorzystywano też do produkcji rękawic i pończoch ochronnych PO-1/CM. Odzież ochronna OP-1M, wprowadzona do wyposażenia WP w końcowych latach 60., o stale doskonalonych parametrach ochronnych i eksploatacyjnych, znajduje się wciąż w wyposażeniu Wojska Polskiego (2022).

## Skład zestawu
W skład zestawu OP-1 wchodzą:
- Płaszcz z kapturem
- Pończochy ochronne
- Rękawice ochronne z bawełnianymi ocieplaczami
- Torba nośna na cały zestaw

OP-1 używano wraz z maskami przeciwgazowymi Bss-Mo-4u oraz MP-4. Obecnie stosuje się także maski MP-5. 
Waga OP-1 to ok. 1,1 kg.